# Life with Father
Nossa Vida com Papai (ou Life with Father, no original) é o título de um livro com histórias autobiográficas e humorísticas, escritas por Clarence Day.
As histórias foram primeiramente publicadas na revista New Yorker e transformadas em livro em 1936. É um retrato bem humorado da vida familiar da classe média alta novaiorquina na década de 1890.
O livro foi adaptado para o teatro por Lindsay e Crouse em 1939, com o mesmo nome, e que, por sua vez, foi transformada em 1947 em um filme e, depois, em uma série de televisão.